# Hémiprocné coiffé
Hemiprocne comata
Espèce
Synonymes
- Cypselus comatus Temminck, 1824
(protonyme)

Statut de conservation UICN

 LC  : Préoccupation mineure
L'Hémiprocné coiffé (Hemiprocne comata) est une espèce d'oiseaux de la famille des Hemiprocnidae, répandu à travers l'Insulinde.

## Répartition et sous-espèces
Selon la classification de référence du Congrès ornithologique international (15.1, 2025) il se répartit en deux sous-espèces (ordre phylogénique) :
- H. c. comata (Temminck, 1824) — collines Tenasserim, péninsule Malaise, Sumatra et Bornéo ;
- H. c. major (Hartert, 1895) — Philippines (sauf Palawan).